# La Pedralba
La Pedralba és una masia del municipi de Tagamanent (Vallès Oriental). Està situada al començament del camí que dur al Turó de Tagamanent, del poble de Santa Eugènia del Congost. És una obra declarada bé cultural d'interès nacional.

## Descripció
És una casa forta documentada el 1178, refeta el segle xv i ampliada el XVIII. L'edifici està format per dos cossos adossats corresponents a diferents èpoques i clarament diferenciats. La part Nord és la més antiga. Presenta una planta gairebé quadrada, amb teulada a tres vessants. La part antiga té un portal a llevant. La paret nord no té obertures, però si filades de carreus. Aquesta part és la que correspon a la domus i casa forta. Té un cos semicircular afegit amb la data 1786 en una finestra. La part oest sembla datar del segle xvii, i té un portal al nord, amb barri i la façana arrebossada. L'interior es troba molt malmès, de forma que tan sols es poden destacar les restes d'una capella. L'efecte exterior de la casa és molt bo. Té a fora un escut dels bru de Fiveller. És documentada des del segle xii i els seus propietaris eren Donzells. Al seu interior hi ha restes d'una antiga capella. El casal té part edificada al segle xv sobre murs més antics" "Joan Anton de Fabiller Marquès de Biel. Una casa possehida per dit Marquès anomenada Pedralba".